# Sursee
Sursee (toponimo tedesco) è un comune svizzero di 10 519 abitanti del Canton Lucerna, nel distretto di Sursee del quale è il capoluogo; ha il titolo di città.

## Geografia fisica
Il territorio del comune di Sursee si estende lungo la sponda settentrionale del lago di Sempach e il fiume Suhre.

## Monumenti e luoghi d'interesse
La città vecchia di Sursee appartiene alla lista dei beni culturali d'importanza nazionale in Svizzera; la città è stata insignita del premio Wakker nel 2003.

### Architetture religiose
- Chiesa parrocchiale cattolica di San Giorgio, eretta nel VII-VIII secolo, ricostruita nel 1638-1641 e nel XVIII secolo e ampliata nel 1936[3];
- Cappella cattolica di Santa Maria Ausiliatrice in località Mariazell, attestata dal 1275 e ricostruita nel 1656-1658[3][4];
- Ex convento dei cappuccini, fondato nel 1605-1608, ricostruito nel 1703-1705 e soppresso nel 1998[3];
- Chiesa riformata, eretta nel 1912-1913[3].

### Architetture civili
- Ex lazzaretto, costruito nel 1379, ricostruito nel 1611 e inglobato nell'ospedale civico nel 1818-1819[3];
- Palazzo del Consiglio comunale, costruito nel 1539-1546[3].

### Siti archeologici
- Casa a fossa costruita nel VII-VIII secolo[3];
- Rovine della chiesa di Zellmoos, eretta nell'XI secolo[3].

## Società

### Evoluzione demografica
L'evoluzione demografica è riportata nella seguente tabella:
Abitanti censiti

## Cultura

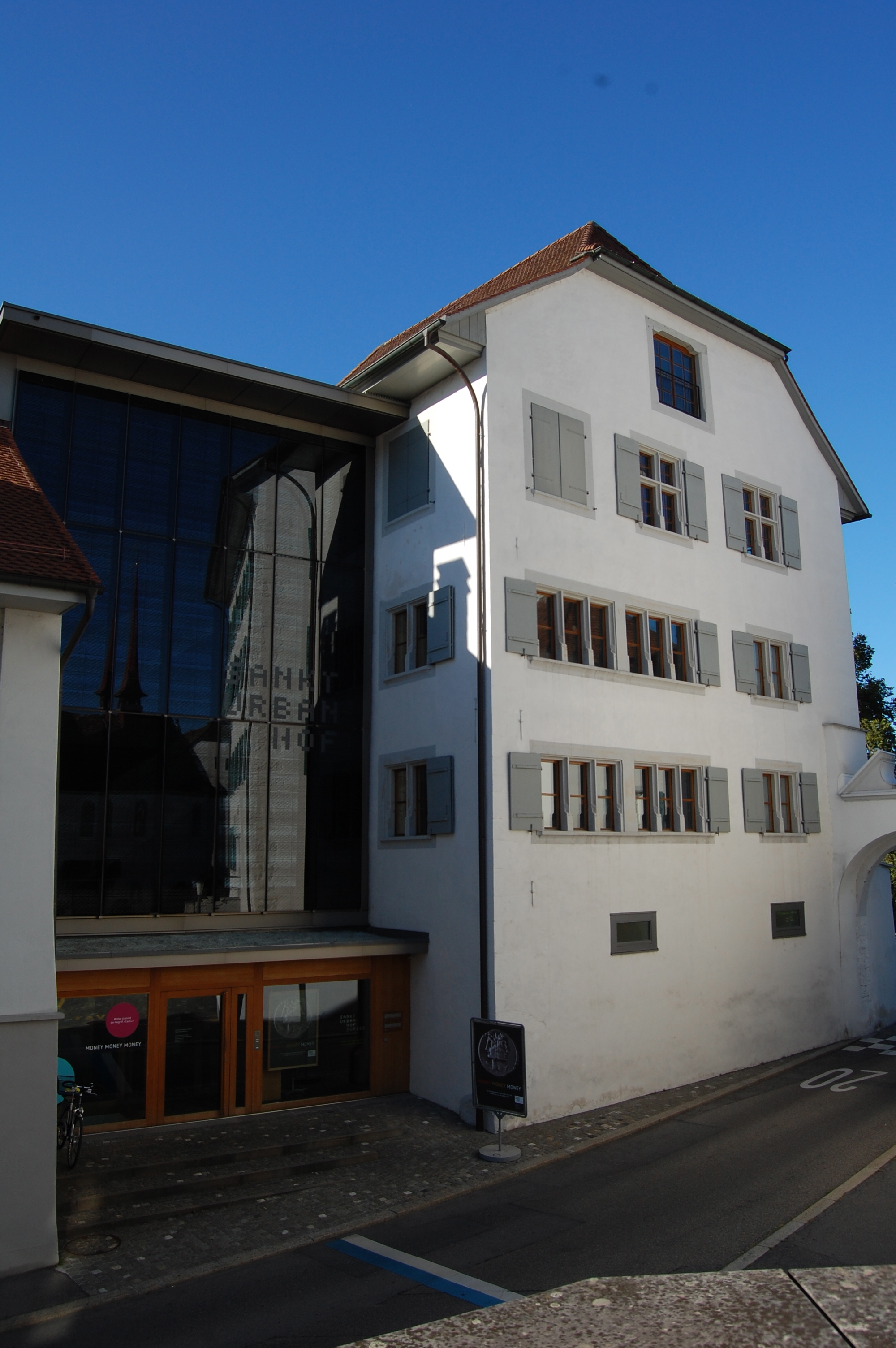
Il museo Sankturbanhof

- Teatro municipale, costruito nel 1842, ricostruito nel 1925-1926 e ampliato nel 1999-2000[3];
- Museo della provincia dei cappuccini svizzeri, aperto nel 1960 nell'ex convento dei cappuccini[3];
- Museo Sankturbanhof (Stadtmuseum im St. Urbanhof), aperto nel 2007[3].

## Infrastrutture e trasporti

### Strade
Sursee è servita dall'omonima uscita autostradale sulla A2 e dalle strade principali 2, 23 e 24.

### Ferrovie

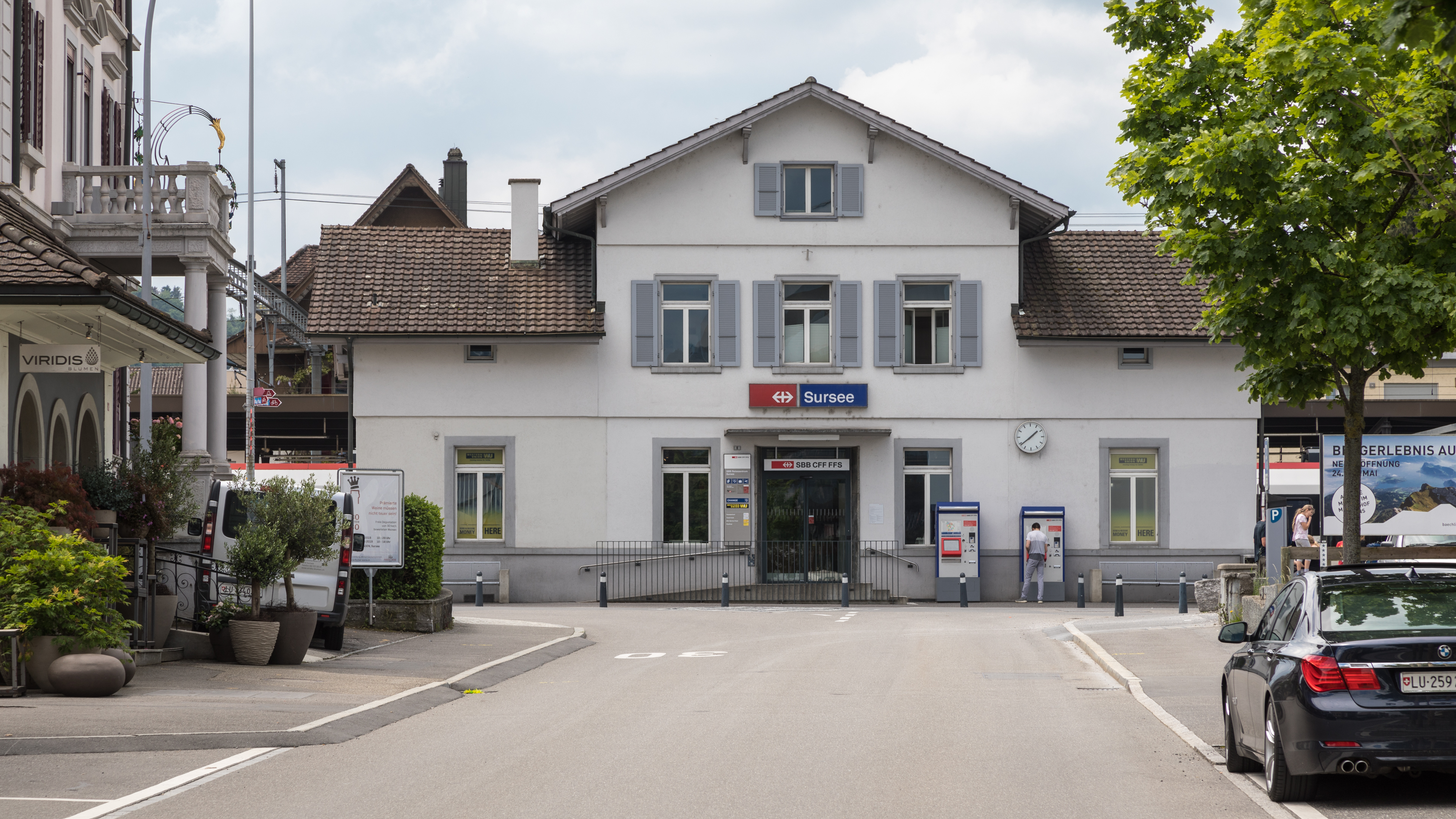
La stazione di Sursee

Sursee è servita dall'omonima stazione sulla ferrovia Olten-Lucerna (linee S8 e S18 della rete celere di Lucerna), capolinea della linea per Triengen.

## Sport
Ha ospitato i Campionati europei di trampolino elastico nel 1993 e i Campionati mondiali di curling in carrozzina nel 2002 e nel 2004.